# Château du Rivau
Le château du Rivau est une forteresse seigneuriale dont les premières fondations remontent au XIIIe siècle. Situé en Touraine dans la commune de Lémeré dans le département français d'Indre-et-Loire, le Rivau est l'un des châteaux de la Loire et fait l’objet de classements au titre des monuments historiques depuis juillet 1918 (château) et août 1999 (communs) ainsi que d'une inscription en février 1988 (ferme).
Le Rivau combine des éléments de l'architecture médiévale, l'architecture de la Renaissance, et l'art contemporain. 
Depuis 1992, il appartient au couple Patricia Laigneau et Éric Laigneau.

## Historique
Au XIIIe, le Rivau est une maison forte.
Ce château de Touraine fut fortifié au XVe siècle puis humanisé à la Renaissance. Il est à la fois une forteresse imprenable et un lieu de vie agréable.
Situé au cœur des conflits anglo-français, le château du Rivau a un positionnement stratégique. Il domine la vallée de la Vienne et de la Veude, et permet ainsi de surveiller les grands axes de communication.
Au XVIe siècle, le bâtiment qui clôturait le quadrilatère du château fut détruit. À la même époque, les fenêtres gothiques de la façade ouest du château furent agrandies et ornées de sculptures. L’avant-cour se dota des prestigieuses écuries.
Au XVIIe siècle, les bâtiments au sud de l’avant-cour furent reconstruits et couverts de tuiles creuses car la faible pente des toitures ne permettait pas la pose de l’ardoise, qui nécessite une forte pente. La tradition locale utilisait la couverture d’ardoises pour les bâtiments nobles et la tuile pour les bâtiments utilitaires.
Au XVIIIe siècle, il n’y eut pas de modernisation du bâti mais les jardins-terrasses du Rivau furent entourés de murs. Un pont, aujourd’hui disparu, semble avoir été jeté à cette époque sur la douve ouest. La douve fut comblée. Les très importantes terres du Rivau étaient plantées de sainfoin et noyers, et de 45 hectares de vignes. Ces riches terres étaient convoitées et le château devint « château de rapport », ne subissant plus aucune modification. Il conserva ainsi toutes les caractéristiques de sa construction.
Au XIXe siècle, la chapelle au nord du « Jardin secret » fut détruite (vers 1880). Des fenêtres à « petits bois » remplacèrent les fenêtres à meneaux, détruisant l’harmonie médiévale. Le château devint un lieu de stockage de blé et oublia ses fastes d’antan.

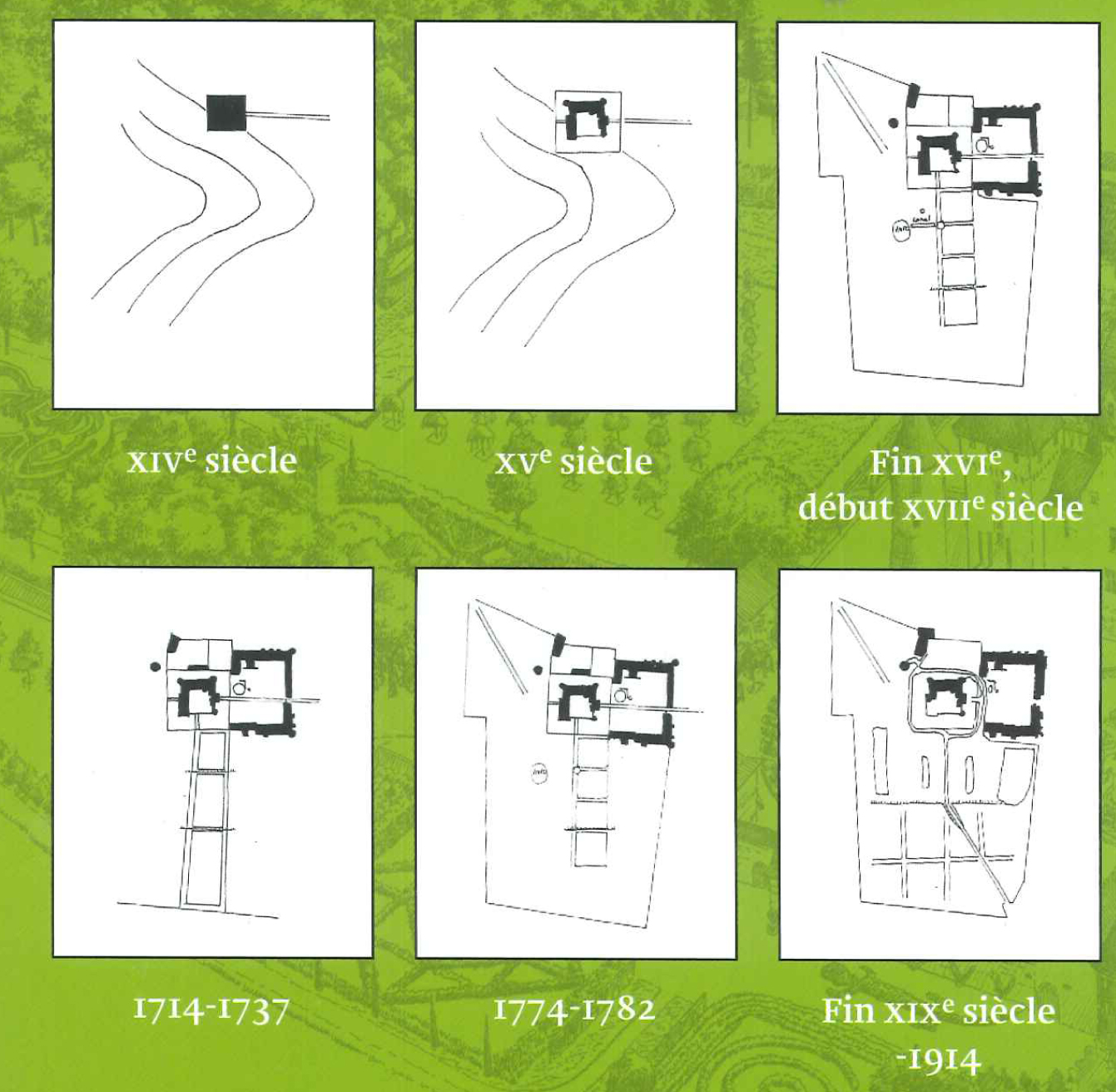
Évolution du cadastre du château du Rivau. Plans et hypothèses : Anne Allimant, 1994.

### Le passage de Jeanne d'Arc

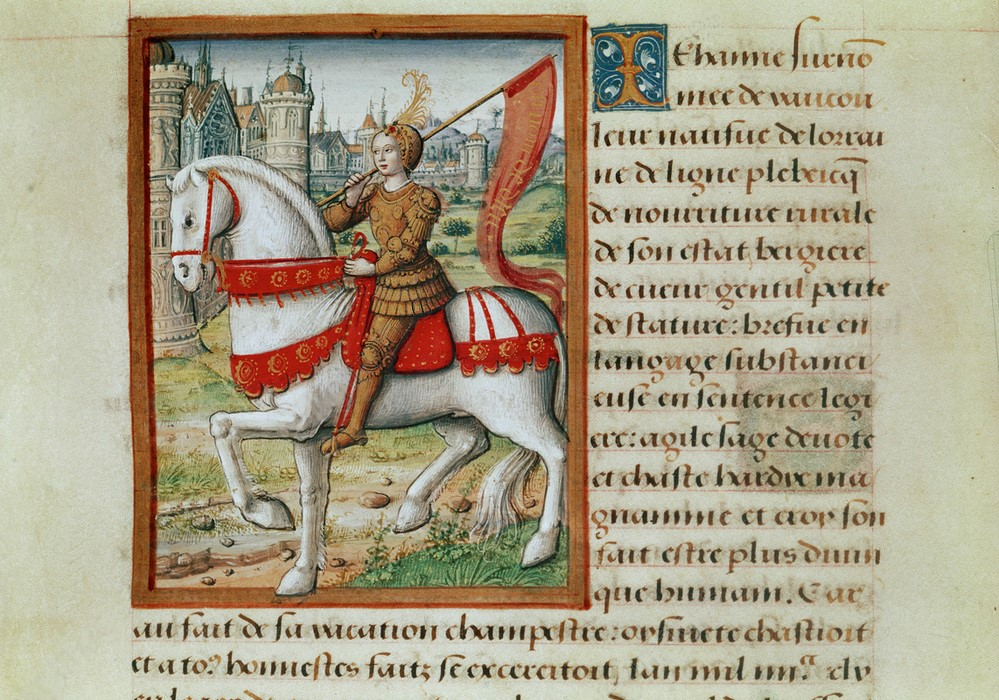
Jeanne d'Arc

Le Rivau est réputé pour ses écuries dès le XVe siècle alors que celles-ci ne sont encore qu'en bois.
Au XVe siècle, le royaume de France est en plein conflit avec les Anglais lors de la guerre de Cent Ans. L'un des personnages illustres de celle-ci est Jeanne d'Arc. Après avoir reconnu le dauphin à Chinon en 1427, elle sillonnera la France pour rejoindre différents sièges.
Connaissant sa réputation pour ses destriers, Jeanne d'Arc s'arrêtera au Rivau et viendra chercher des chevaux de combat en 1429 avant de rejoindre le siège d'Orléans.

### L'influence de la famille de Beauvau

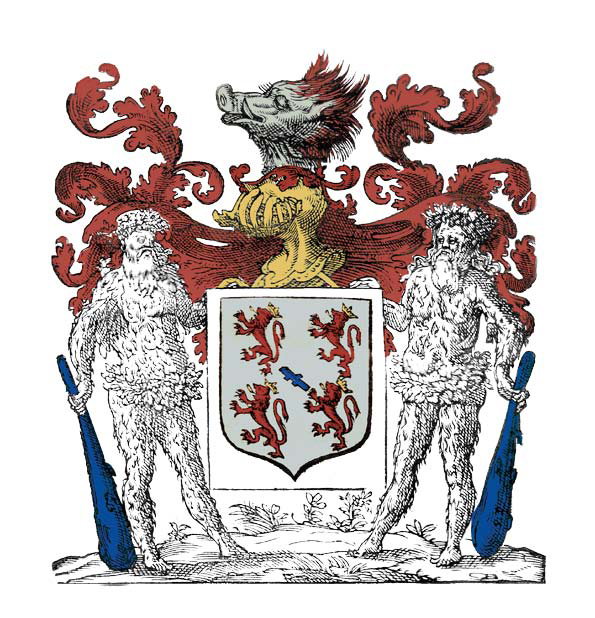
Le Blason de la famille Beauvau, Les armoiries des Beauvau sont constituées d’un cimier en forme de hure de sanglier, qui remémore leur passion pour la chasse. En son centre, le blason représente 4 lions couronnés. Les supports ou « tenans » des armes représentent deux « sauvages » dans l’imaginaire médiéval. Ils ont chacun une massue de guerre à la main. Le cri de guerre de la famille, « Beauvau sans départir », que l’on peut voir dans le gable au-dessus de la porte du château montre la fermeté de la foi des Beauvau et la noblesse de cette famille.

La famille de Beauvau est alliée des rois de France depuis le mariage d'Isabeau de Beauvau avec le comte de Vendôme Jean de Bourbon, prince du sang.
À partir de 1438, le Rivau est donné en dot à Pierre de Beauvau († 1453), premier chambellan du dauphin Charles VII. Il obtint l’autorisation du roi Charles VII de faire fortifier le château, grâce à ses faits d’armes. La maison forte du Rivau devint ainsi château-fort au XVe siècle. Les travaux de reconstruction débutèrent en 1443, la même année que la construction de l’hôtel Jacques Cœur à Bourges.
Le nouveau château en forme de quadrilatère fut élevé d’un seul jet. À l’emplacement de l’actuel « Berceau de Verdure », se trouvait la chapelle indépendante (on en voit encore la forme de la voûte sur le mur du château). Un bâtiment aujourd’hui disparu fermait le quadrilatère. René de Beauvau en rendit hommage le 8 janvier 1484.
En 1510, François de Beauvau, châtelain du Rivau et capitaine de François Ier, entreprit de construire des écuries monumentales qui fourniront ses étalons au roi. Il mourut à la bataille de Romagne aux côtés de Bayard en 1524.
Son successeur, Gabriel de Beauvau prit le parti, vers 1550, de faire élever un bâtiment très novateur, influencé par les édifices que les grands seigneurs avaient découverts en accompagnant le Roi aux campagnes d’Italie.
À partir de 1631, le Rivau fut épargné par le cardinal de Richelieu, qui avait entrepris de démanteler tous les châteaux entourant l’actuelle ville de Richelieu afin d'en récupérer les matériaux pour construire sa ville nouvelle (à seulement 10 km du Rivau). Mais sa sœur Françoise Du Plessis étant mariée à Jean de Beauvau, seigneur des lieux, le Rivau échappa au démantèlement subi par les châteaux du voisinage.
Son descendant Jacques de Beauvau (1627-1702), maréchal des camps et des armées du roi Louis XIV quitta le château du Rivau pour aller à la cour du Roi Soleil. En juillet 1664, il obtint l’érection de la terre du Rivau (sous le nom de Beauvau) en marquisat,. Ruiné par son train de vie à la cour royale, il emprunta 80 000 livres à Marie Damond, veuve de Charles Croisset, marquis d’Etiau, 1er conseiller du roi. Ne pouvant rembourser sa créance, Jacques de Beauvau dut céder la terre du Rivau en 1697 : Il rendit alors le château inhabitable en enlevant toutes les portes et les croisées qu’il cacha chez le curé de Lémeré.
Son cousin, René, fut conseiller du Roi. La branche directe des marquis de Beauvau du Rivau s'éteignit dans les mâles avec les deux fils de Jacques : Pierre-Madeleine (1663-1734) et René-François (1664-1739 ; archevêque de Narbonne et de Toulouse) ; une sous-branche cadette avait hérité de Montgoger. Quant à la branche aînée des Beauvau, dite de Beauvau-Craon, elle devint prince en Lorraine.
Pendant deux siècles, différents propriétaires se succédèrent : artistes, marquis, etc (dont Michel-Ange de Castellane en 1768 et son fils Esprit-François-Henri de Castellane en 1789 : aussi comtes de Villandry). À partir du XIXe siècle, le Rivau demeura inhabité et sombra dans l’oubli.
En 1911, les communs furent vendus à l’exploitant des terres. Un mur fut érigé entre le château et les communs. En 1918, le nouveau propriétaire, le sculpteur Moncel de Perrin obtint son classement aux Monuments historiques.
Le peintre et affichiste Pierre-Laurent Brenot devient propriétaire du château en février 1961 et l'habite jusqu'à sa revente aux actuels propriétaires, Éric et Patricia Laigneau, en décembre 1992. Ils entament aussitôt les travaux de restauration nécessaires à la remise en état du château, de ses communs et des jardins. En 2000, le site est ouvert au public.

### Restauration
Lors de l'acquisition du château en 1992, celui-ci menaçait ruine. M. et Mme Laigneau ont souhaité restaurer les lieux.
La restauration en quelques chiffres :
- plus de 5 000 m2 de surfaces de toitures remplacées
- 73 m3 de chêne nécessaires à la remise en forme de la charpente du seul château
- 148 fenêtres neuves refaites à l’identique

En 1996, le grand prix de French Heritage Society récompense le travail effectué, suivi du grand prix de La Demeure historique en 2001.

## Architecture

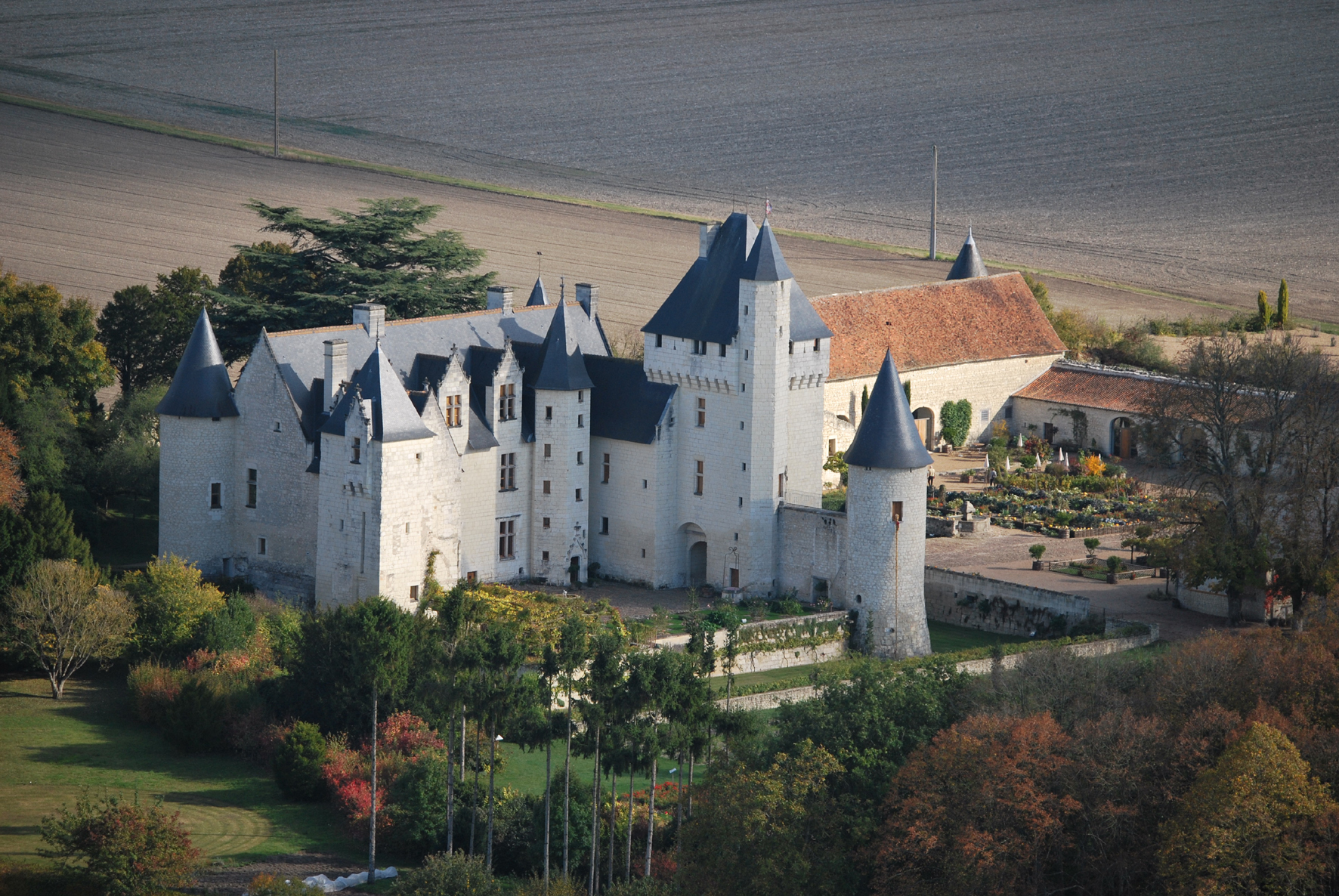
Le château du Rivau.

### Château

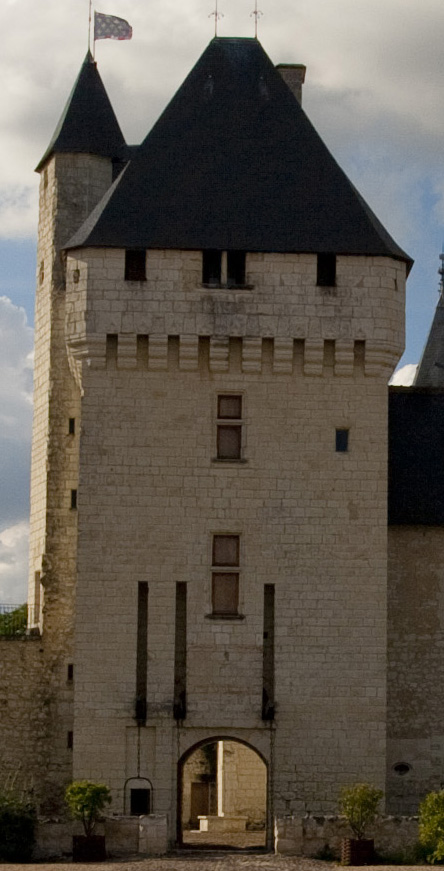
Le donjon du château du Rivau, XVe siècle

Intégré au paysage des châteaux du Val de Loire, le château du Rivau est une forteresse médiévale dont les premières fondations remontent au XIIIe siècle. C'était alors une maison forte. De cette époque subsiste le quadrilatère formé par les quatre murs et les tours d’angle.
Le château du Rivau est une construction des années 1450. Après la guerre de Cent Ans, une première série de châteaux furent reconstruits. Le Rivau appartient à cette première génération d’édifices.
Les Beauvau y ont réalisé un nouveau type de demeure seigneuriale qui anticipe de plus d’une décennie par son plan d’ensemble et par sa distribution intérieure, les bâtiments les plus modernes de l’époque.
Le château du Rivau est à la fois une forteresse médiévale et un château de la Renaissance.
Forteresse à l’extérieur avec son donjon, ses douves, son pont-levis (en fonctionnement) et son chemin de ronde, le château est aussi un château d’agrément. Dès l’entrée – surmontée du blason de la famille Beauvau et de leur devise « Beauvau sans départir » – le visiteur gravit l’escalier à vis où de nombreux graffitis du XVe siècle sont à décrypter.
Dans les vastes salles du Rivau se dégage une atmosphère chaleureuse. Tout participe à cette impression : des monumentales cheminées gothiques aux murs enduits de badigeon de chaux comme on peut le voir en Toscane, la somptueuse tapisserie de Bruxelles jusqu’aux coussièges devant les fenêtres à meneaux pourvus de coussins où les visiteurs sont invités à s’asseoir pour contempler les jardins.

#### La salle du grand logis
Cette grande salle d’armes et de banquet fut aussi utilisée par le seigneur de Beauvau pour arbitrer d’une part les conflits entre paysans et d’autre part entre ceux-là et le seigneur. À la tête d’une vaste seigneurie qui s’étendait sur plus de 1200 ha de terre labourables, vignes, vergers et forêts, le seigneur de Beauvau, maître du sol dispose en effet de la justice foncière et publique, c’est-à-dire le pouvoir sur la terre et sur les hommes.
La salle du grand logis est peuplée par des trophées de collection, souvenirs de famille. Sous l’Ancien Régime seuls le Roi et les grands seigneurs avaient le privilège de chasser car ils étaient habilités à porter les armes. Les nobles devaient obtenir l’autorisation du Roi pour chasser sur leur propre seigneurie.
Les commandes aux artistes contemporains se sont immiscées au sein de la collection familiale sur le thème de l’animal et les enrichissent de leurs propositions.

#### Le cabinet de travail du Seigneur de Beauvau

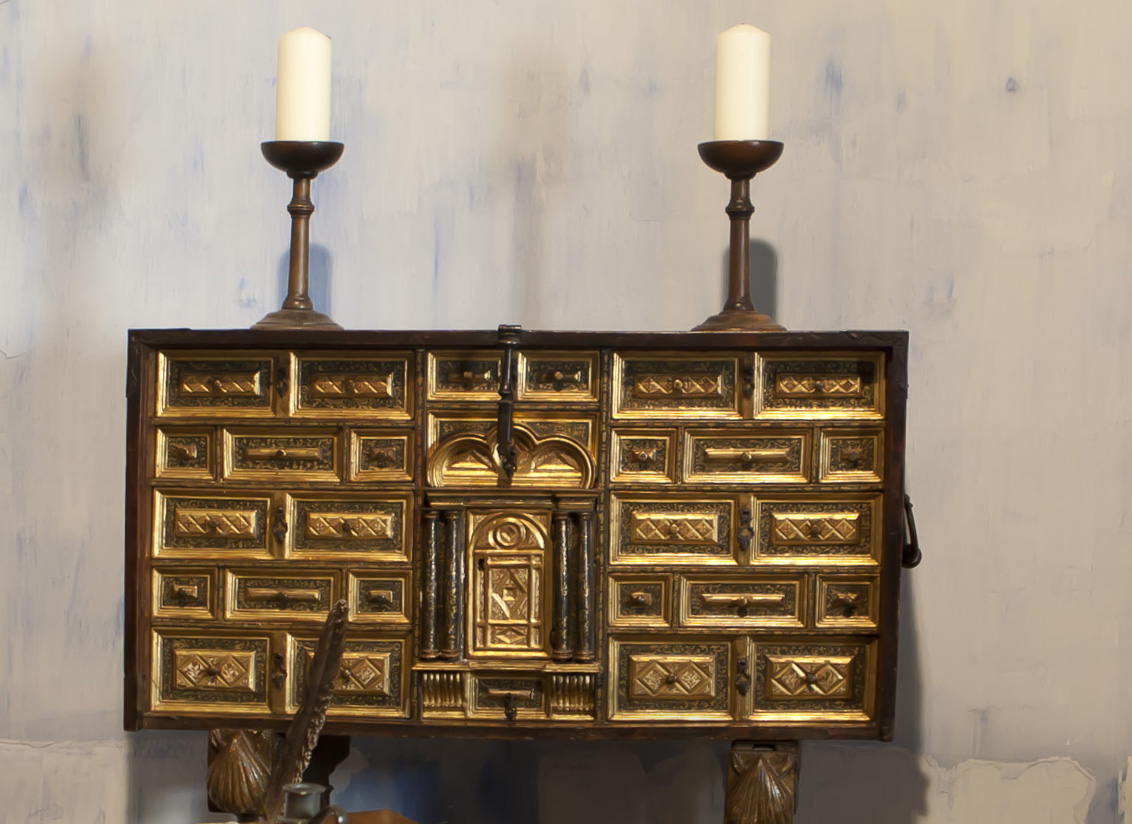
Un bargueño, meuble espagnol du XVIIe siècle.

Cette salle à voûte sexpartite dite Plantagenêt typique de l’architecture gothique angevine, reconstitue l’ambiance du cabinet de travail du seigneur. La richesse des tissus palliait la modestie du mobilier car celui-ci devait être avant tout transportable. Le cabinet présente une collection de meubles et de coffres des XVe, XVIe et XVIIIe siècles qui constituaient l’essentiel du mobilier des logis seigneuriaux.

#### La salle du festin

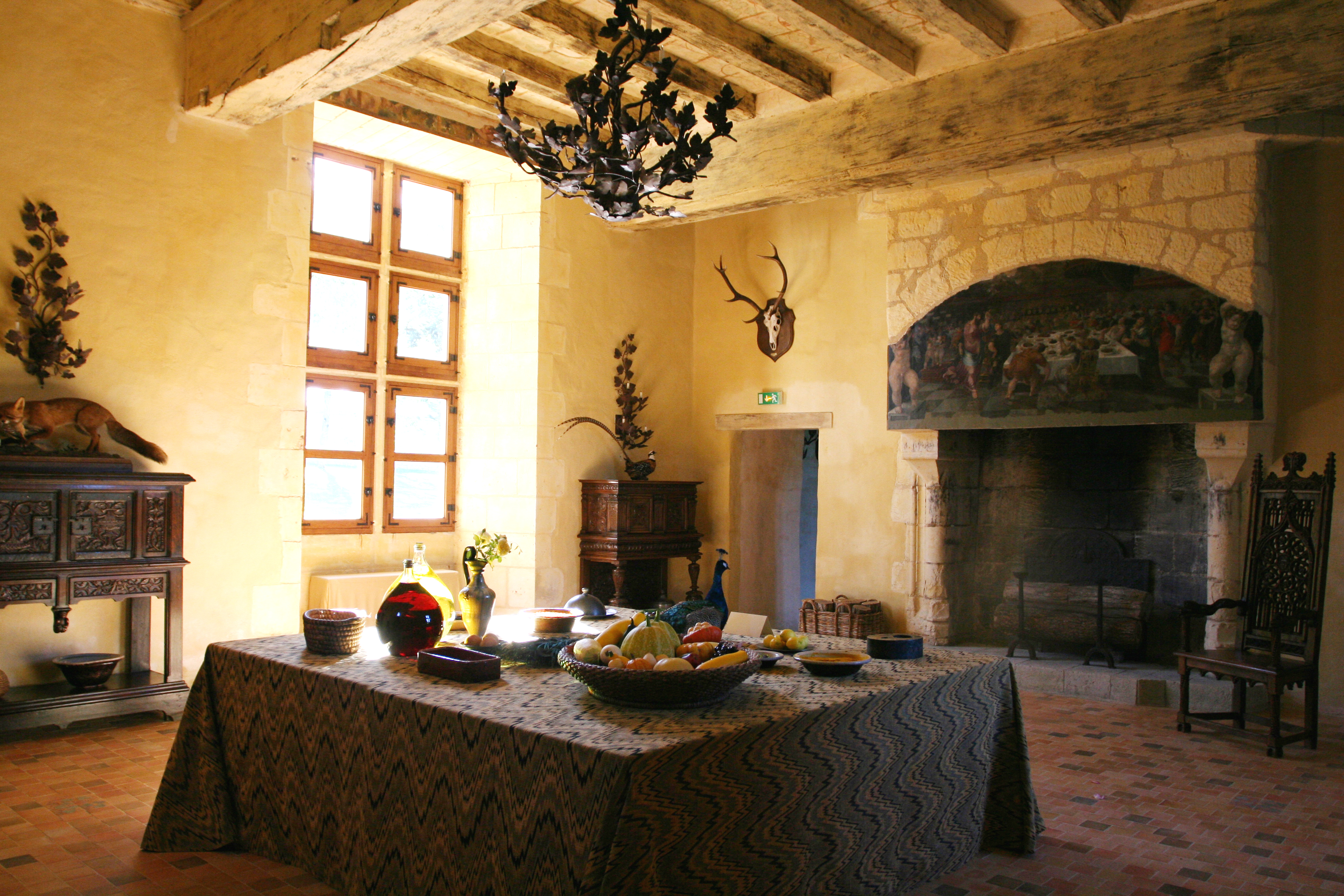
La salle du festin

Cette salle est marquée par la Renaissance, car elle garde les traces des fresques de cette époque. Au XVIe siècle, tous les murs du château étaient fresqués, nous dit l’abbé Bosseboeuf, historien tourangeau du XIXe siècle qui raconte, dans Au jardin de la France (1902) :

« La salle à manger nous apparaît dans sa parure d’autrefois. Les parois sont ornées d’une décoration fort curieuse de treillages de vignes avec des génies assis ou couchés sous la ramure, dont l’inspiration fait penser aux ornements des célèbres loges de Raphaël. »

Au début du XXe siècle, la mode de la pierre apparente dans le décor fit malheureusement effacer toutes les peintures murales du Rivau. Seule la fresque du plafond de la salle du festin de Balthazar survécut, cachée par ce badigeon qu’une méthodique découpe au scalpel par des ateliers spécialisés remit à l’honneur lors de la restauration du château. Les motifs de vignes qui s’entrelacent déclinent les 4 saisons de l’année. Sur le trumeau de la cheminée, on peut découvrir le tableau d’un maître flamand qui retrace l’épisode biblique le festin de Balthazar.

#### Le salon des dames

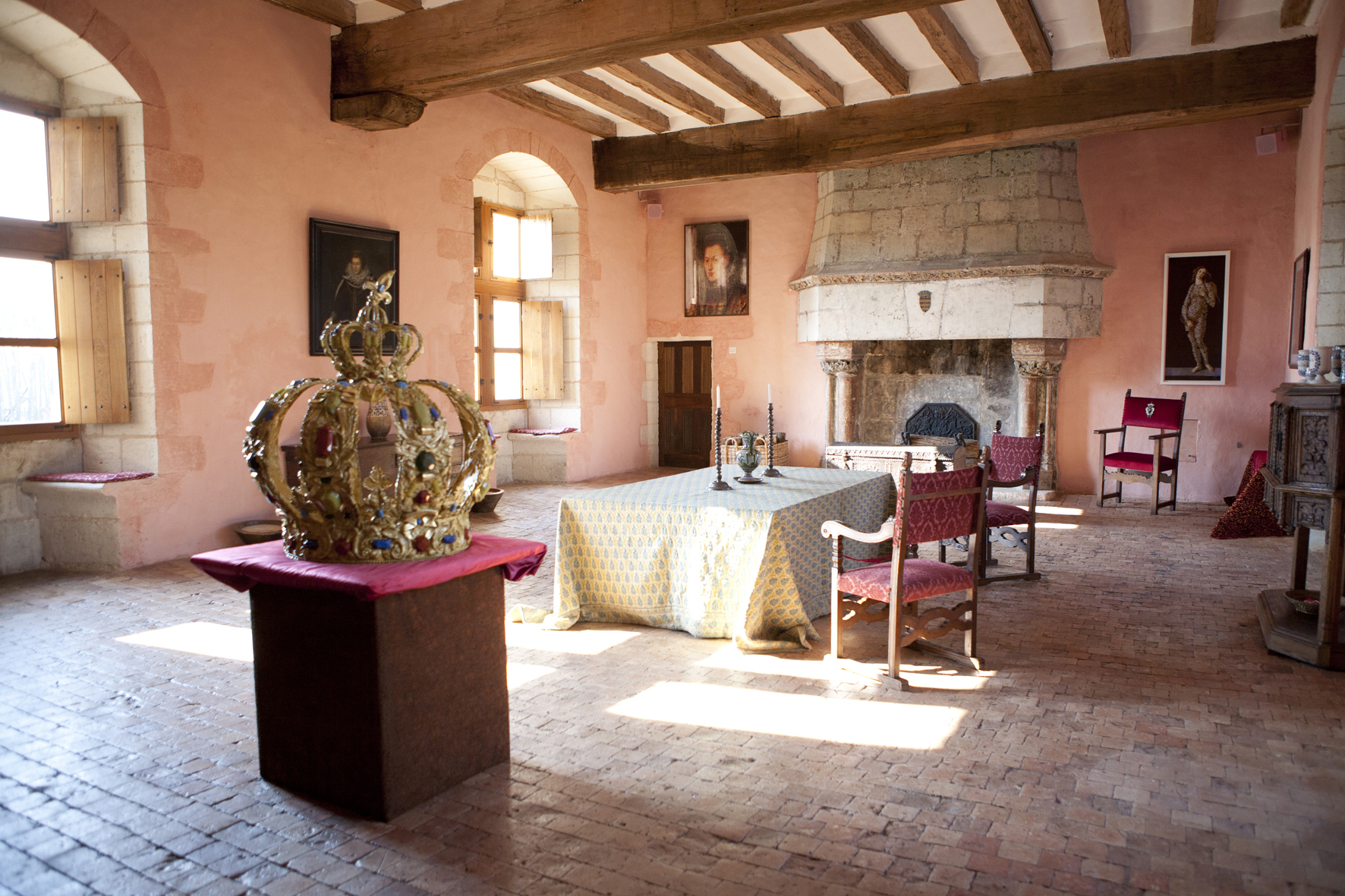
Le salon des dames.

Cette salle est un hommage aux dames, aux héroïnes du Rivau et d’ailleurs. On retrouve les coussièges qui permettaient aux femmes de s’asseoir près des fenêtres pour broder, tisser, chanter, jouer de la harpe etc. Le sol est en tomettes de terre cuite. La lumière, courant d’ouest en est, permet de révéler l’ocre rose des murs, peints de badigeon de chaux comme il était d’usage au XVe siècle.

#### La salle Jeanne-d’Arc
Il s'agit de la seule salle remaniée au XIXe. Elle rend hommage aux différentes représentations de Jeanne d'Arc au XIXe siècle. Avec la montée des différents courants politiques, Jeanne d'Arc fut parfois accaparée par ceux-ci. C’est donc la vision de Jeanne d’Arc au XIXe siècle quand elle a suscité un engouement national.
Aujourd'hui encore, elle est à la fois trophée national et symbole de persévérance et d'obstination.

### Écuries seigneuriales

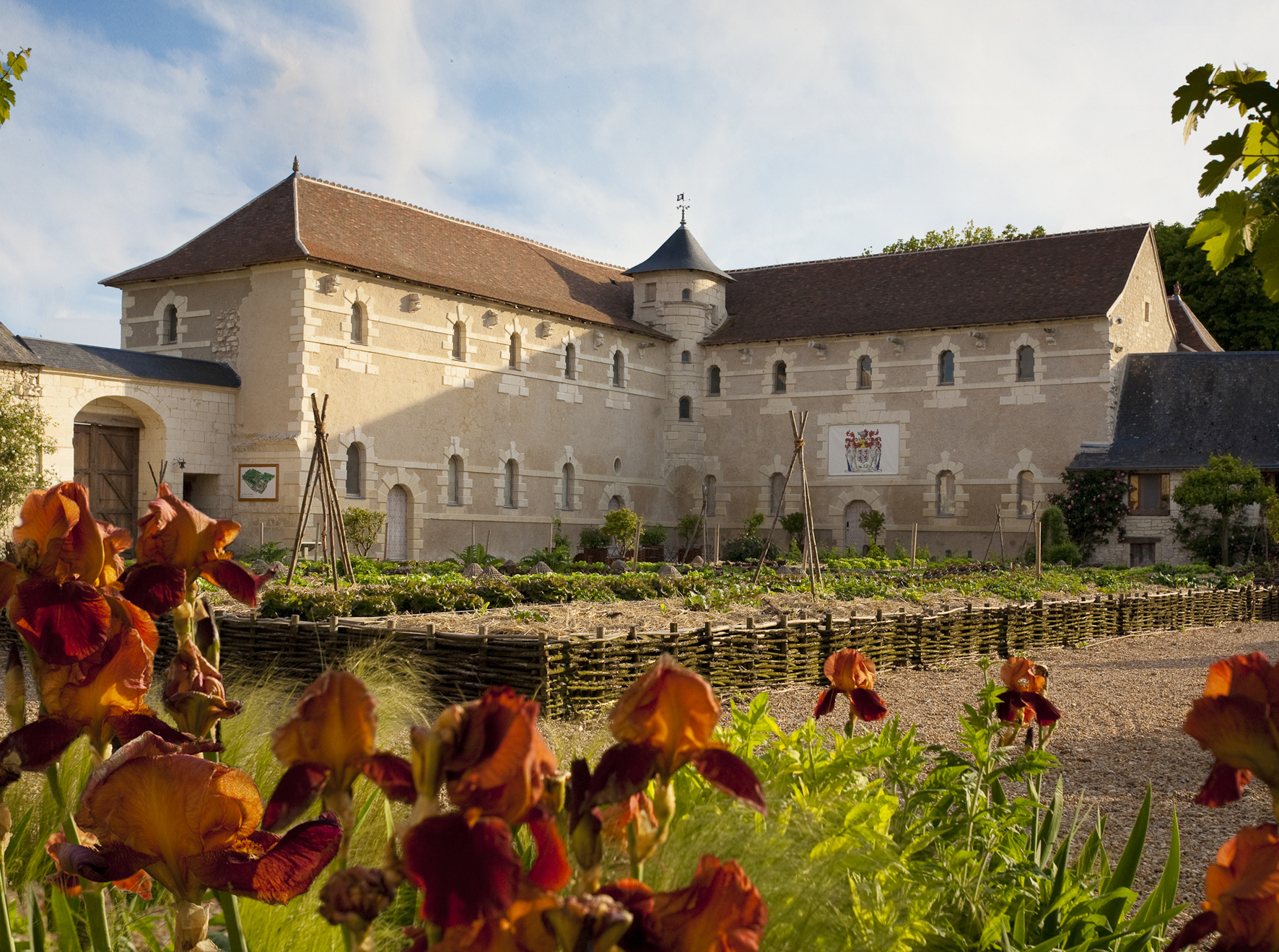
Les écuries monumentales datant du XVIe siècle.

"Les écuries du Rivau sont le plus bel exemple de l’évolution du traitement architectural des bâtiments équestres ouvrage. (dans Les écuries des châteaux français", Pascal Liévaux (paru aux éditions du Patrimoine, 2005).
Jusqu’alors, les écuries de château étaient uniquement utilitaires et dénuées de caractère ornemental. La spécificité du Rivau tient au fait que pour la première fois dans l’histoire de l’architecture équestre, des écuries furent conçues par un architecte qui développa un style novateur. Un bâtiment similaire aurait dû être érigé en vis-à-vis.
Les écuries, formées en L, sont inspirées de l’architecture de la Seconde Renaissance. Les écuries du Rivau, disposées en L, abritaient au rez-de-chaussée une trentaine de chevaux, vraisemblablement les juments d’un côté et les étalons de l’autre. L’étage, desservi par un escalier construit dans l’épaisseur des murs, servait de stockage et logeait les palefreniers.
Les chevaux alignés le long du mur en vis-à-vis, étaient attachés à des anneaux sans séparation de stalles. Des mangeoires taillées dans le calcaire prennent place contre les murs.
Percées de nombreuses ouvertures, rigoureusement superposées, elles sont reliées par des bandeaux filants en pierre. Chaque baie est surmontée de claveaux traités en bossage. Le bossage est la saillie laissée sur le parement d’une pierre taillée destinée à servir d’ornement. La tourelle sur trompe qui renferme l’escalier était une structure très difficile à réaliser qui ne pouvait être conçue que par les compagnons les plus expérimentés. Les murs en moellons de tuffeau étaient recouverts d’enduits et savamment rythmés par les bandeaux de pierre.
Des fenêtres vitrées au rez-de-chaussée et du côté nord empêchaient les courants d’air et permettaient de ventiler les écuries. Les profondes embrasures des baies donnant sur la cour s’évasent vers l’intérieur, permettant ainsi de mieux diffuser la lumière.
Les voûtes en berceau à vaisseau unique et fond plat, appareillées en pierre de taille de tuffeau sont structurées par trois bandes longitudinales dont le centre est sculpté de cartouches en forme de cuir. Certains portent les insignes royaux, d’autres n’ont pas été terminés.
Les parties basses s’élèvent en grand appareil de calcaire pour supporter la structure, alors que les parties hautes sont en petit appareil pour faciliter la mise en œuvre du berceau et l’alléger. Cette différence de traitement renforce l’effet d’évasement au départ de la voûte.
Aucun document ne permet de connaître le nom de l’architecte des écuries néanmoins plusieurs similitudes avec le travail de Philibert Delorme pourraient laisser penser que l’architecte aurait été le concepteur des écuries

### Les communs

#### Déshérence et renouveau

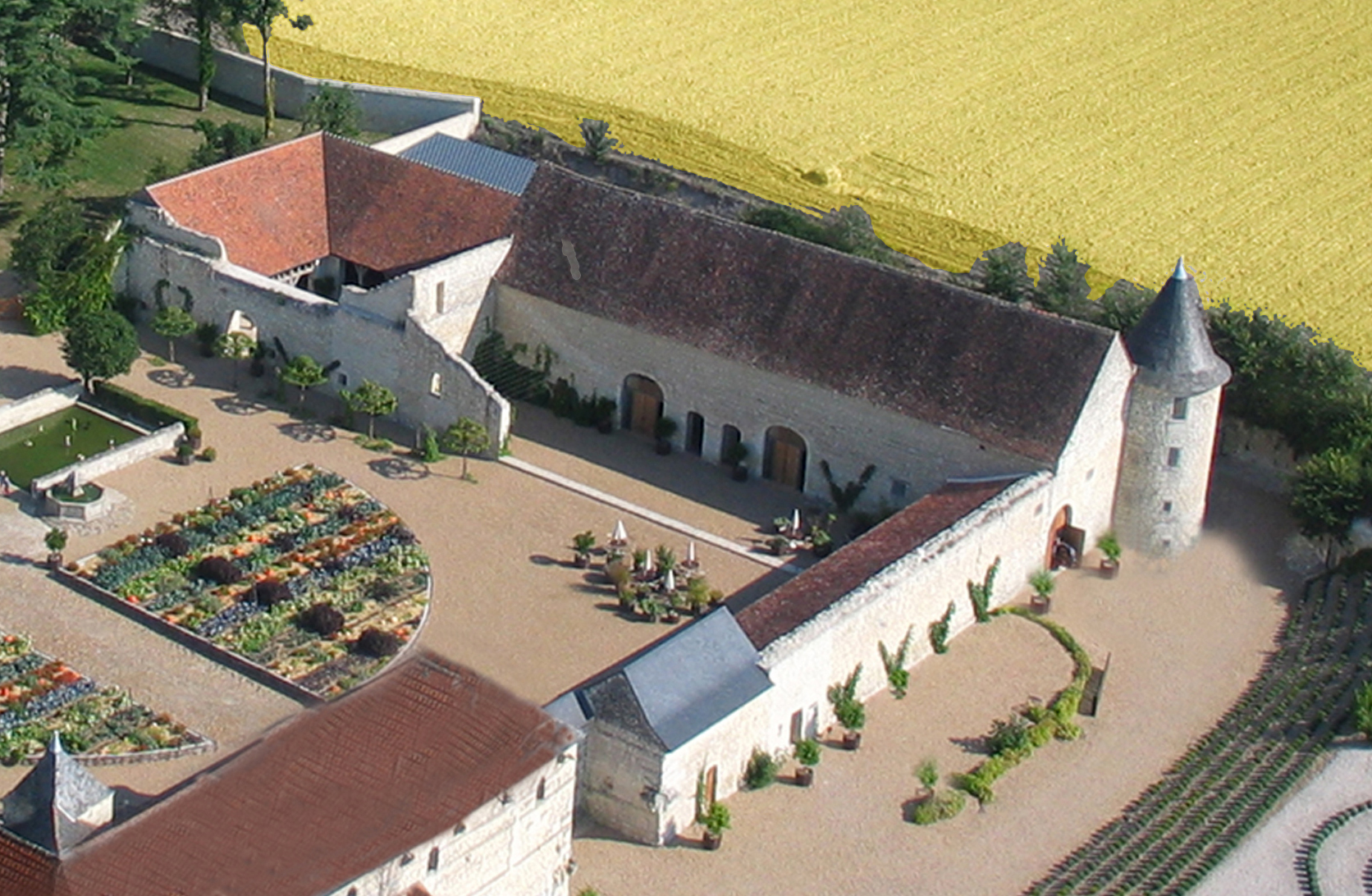
Les communs du Rivau.

Le château fut séparé de ses communs au XXe siècle. Lors de son adjudication en 1911, le Rivau était constitué de 63 ha, alors qu'il en possédait 1200 ha pendant sa période de gloire. Au fil des années, des dégâts avaient été causés. Parmi eux, un mur de béton fut élevé entre le château et ses dépendances, le mur d’enceinte avait été percé pour y loger la moissonneuse-batteuse trop importante pour passer par le portail, le cheminement de pierres montées debout, appelé aussi calade, avait été enseveli sous 80 cm de terre.
Grâce aux travaux de restauration des actuels propriétaires, les communs retrouvent toute leur signification.

#### La grange dîmière et le pressoir
Parmi les bâtiments que fondent les communs, la grange dîmière et le pressoir étaient des lieux importants au Moyen Âge pour la communauté villageoise qui vivait sur les terres du seigneur. À droite en pénétrant dans l’enceinte du Rivau, la grange dîmière et le pressoir sont les témoins de la vie de labeur du domaine, très importante seigneurie aux époques médiévales et Renaissance, puis morcelée et peu à peu tombée en déshérence, jusqu’à la récente réunification des communs au château et à la restauration de l’ensemble.

### Les jardins

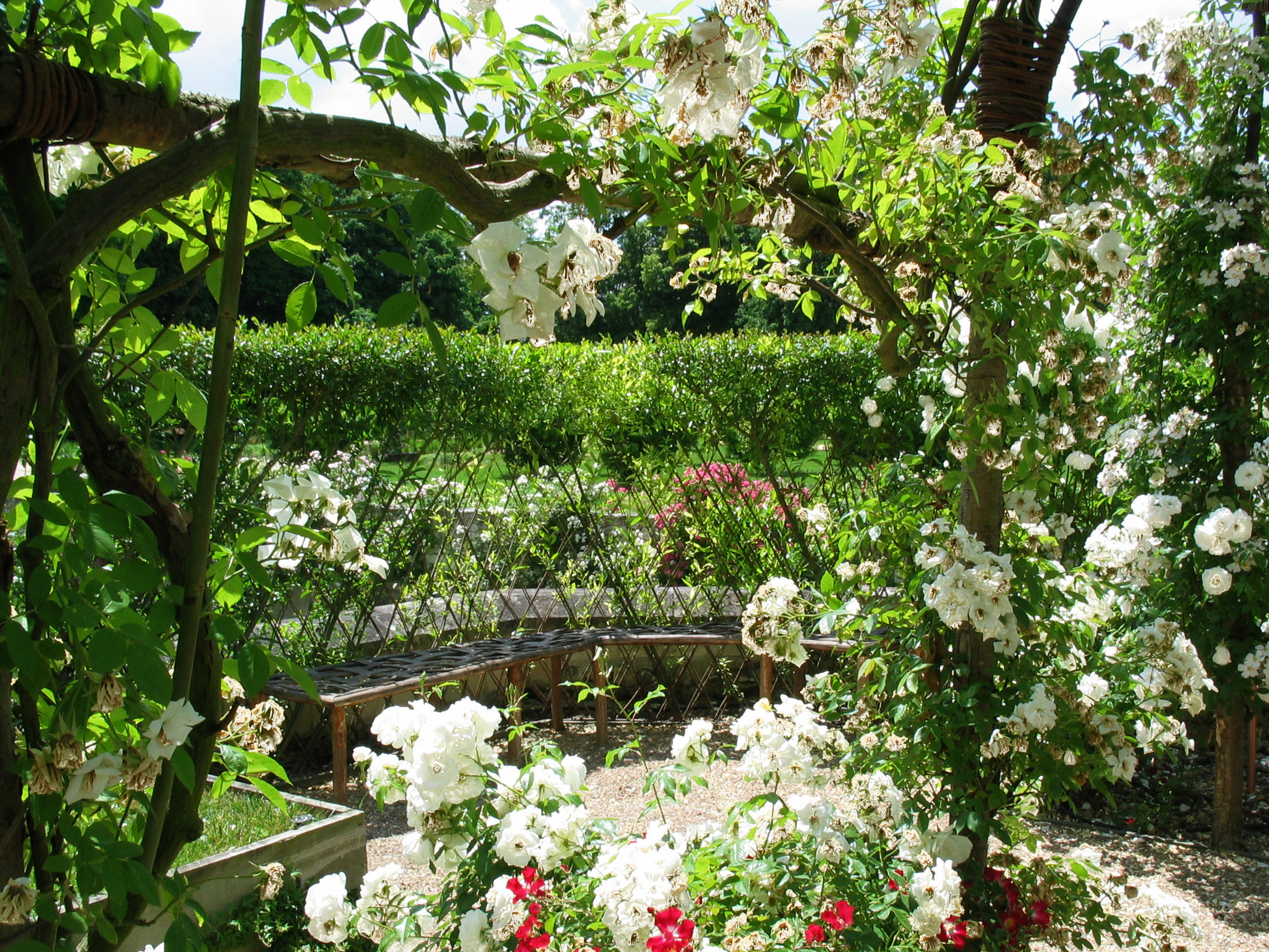
Banc en osier et roses, les jardins de contes de fées du Rivau.

#### Jardins de contes de fées
Depuis 1992, les nouveaux propriétaires ont mis en place une campagne de rénovation d'importance pour prévenir la ruine du château, des étables et des écuries et lui faire retrouver son lustre d'antan. Aujourd'hui le Rivau classé Monument historique attire les visiteurs pour son histoire mais surtout pour ces Jardins de contes de fées.
En effet, les 14 jardins du Château du Rivau (labellisés « Jardin remarquable ») évoquent un monde merveilleux et fantastique pour le plus grand plaisir des visiteurs. Les jardins du château du Rivau réjouiront aussi les botanistes par la collection de plus de 400 roses créées par des obtenteurs comme David Austin et André Eve et ses plantes rares, dans une ambiance tout de même très contemporaine grâce aux sculptures et aux expositions d'artistes vivants.
Les 14 jardins sont inspirés des contes et des histoires légendaires:
- Les parterres de Lavandes
- Le potager de Gargantua
- Jardin du Petit Poucet
- La Cassinina
- Le bois Amoureux
- L’allée des senteurs
- Jardin des Philtres d’Amour
- Jardin de la princesse Raiponce
- Jardin secret
- Le labyrinthe d’Alice
- La forêt enchantée
- Le verger de Paradis
- La truffière
- L’allée des fées

#### Le potager de Gargantua

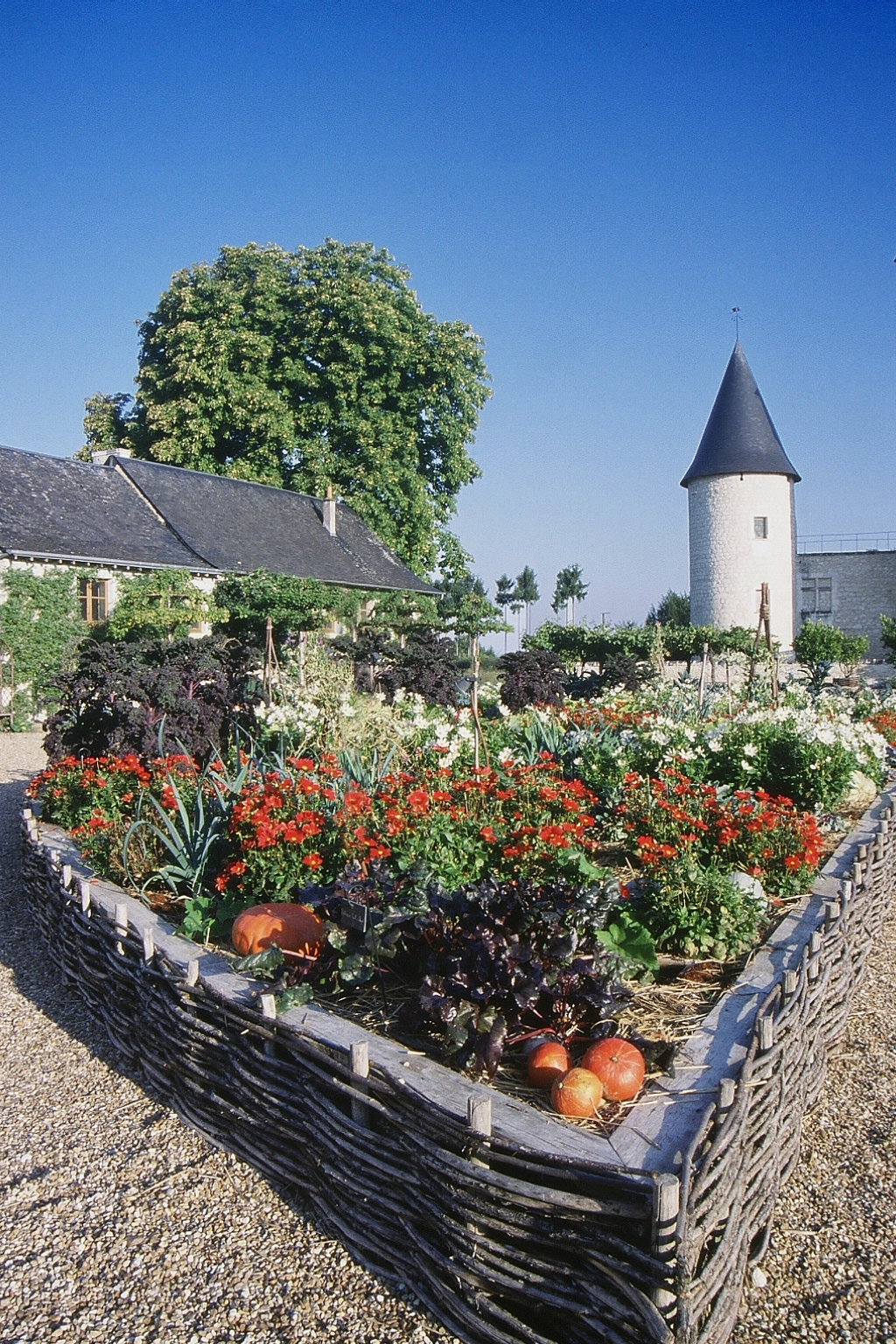
Le potager de Gargantua

Le potager qui est au cœur de la cour des communs est une création de Patricia Laigneau. Il a été pensé comme un festin pantagruélique inspiré par Maître François, originaire de la région et qui dans Gargantua, avait offert Le Rivau à l'un des capitaines.
La demi-lune du potager de Gargantua présente des légumes à développement pantagruélique plantés sur un plessis de châtaignier surélevé. Cette technique était utilisée pour lutter contre les ravages causés par la faune au Moyen Âge. Les citrouilles appelées Gargantua, Étampes et Touraine, mettent en valeur les pustuleux Galeux d’Eysines, les Potimarrons astiqués et les débonnaires Turbans d’Aladin. Le potager du Rivau est le conservatoire de légumes de la région Centre et présente une collection de plus de 43 variétés de courges.
On retrouve de nombreuses variétés de choux: Choux de St Saens, choux de Toscane, choux rouges, choux frisés, etc. Les artichauts ramenés d’Italie par Rabelais, dit-on, symbolisent les chandeliers.
Les crinolines de vignes ombragent le Potager de Gargantua. Chaque crinoline est habitée par une variété ancienne de vigne de la région, maintenant disparue depuis l’attaque du Phylloxera. Ces vignes sont menées en échalas ainsi que le décrivaient O. de Serres dans son Messager aux champs à la Renaissance.

## Un musée de plein air: l'art contemporain
Le Rivau a souhaité faire de ses jardins l'écrin d'un musée en plein air d'art contemporain. Ainsi, plusieurs artistes sont venus au château pour y créer des œuvres permanentes. On peut citer des œuvres de Fabien Verschaere, Cat Loray, Jerôme Basserode, Jean-Luc Bichaud, Frans Krajcberg ou de Philippe Ramette présentes dans les jardins du Rivau.

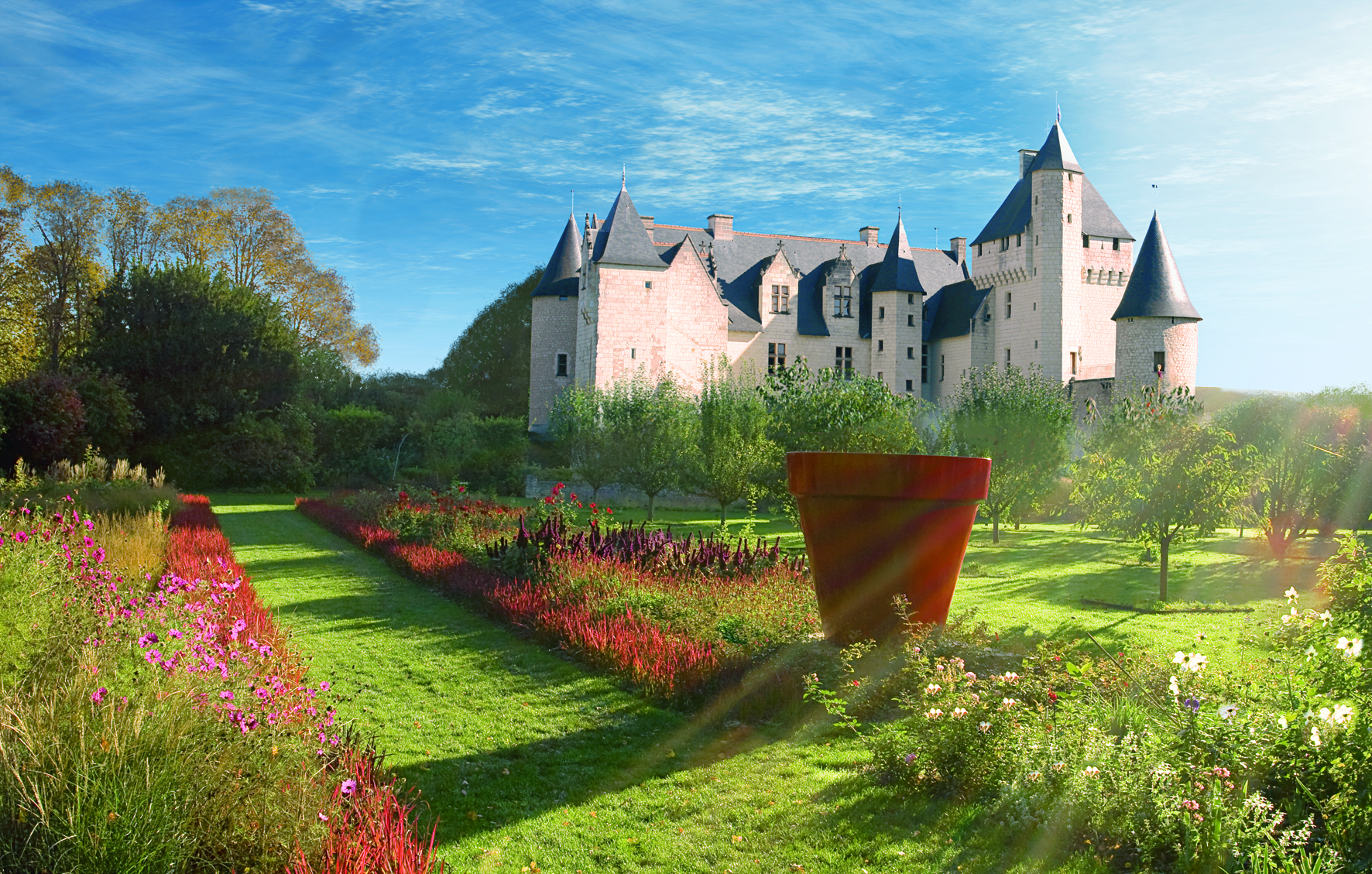
Pot rouge de Jean-Pierre Raynaud
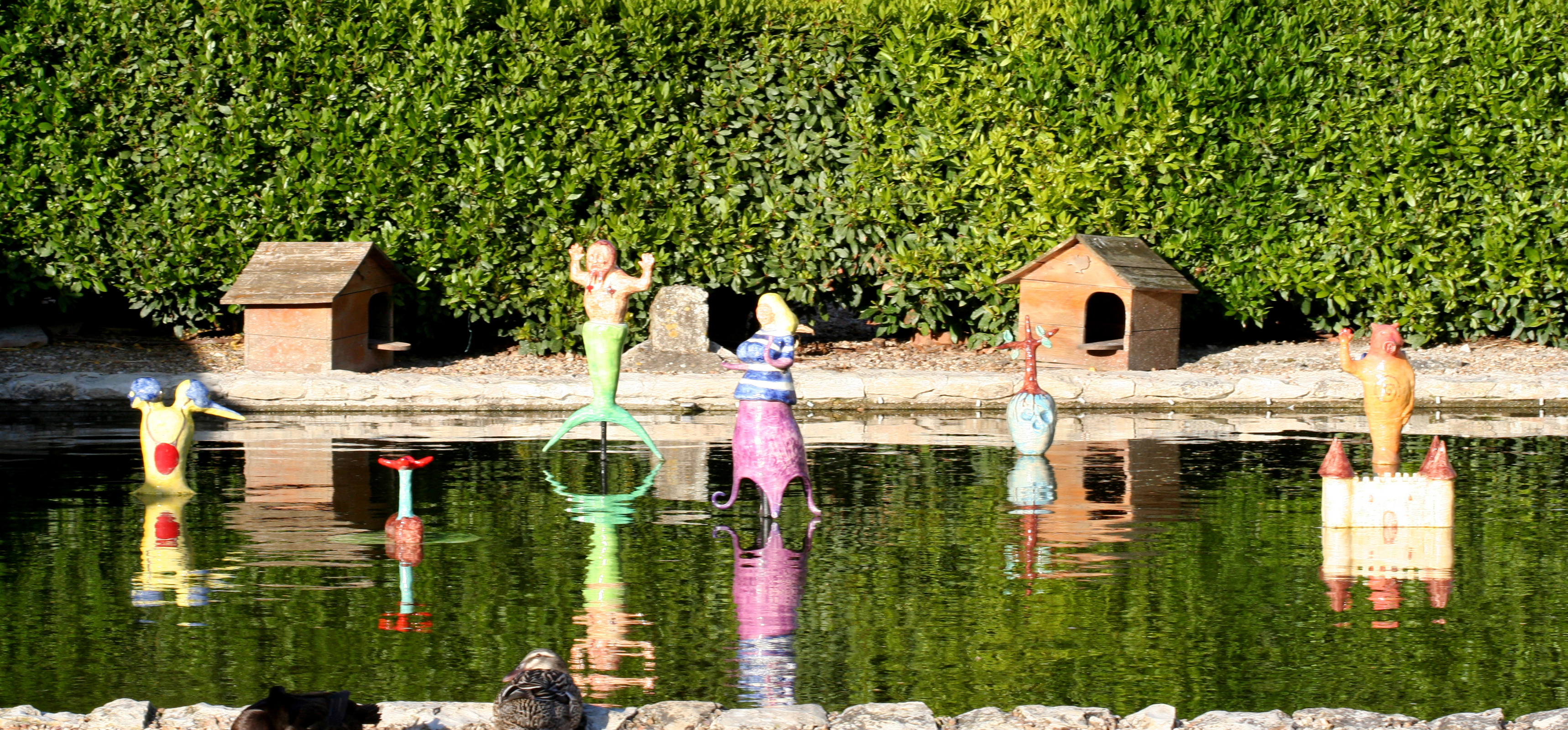
Novel for life de Fabien Verschaere
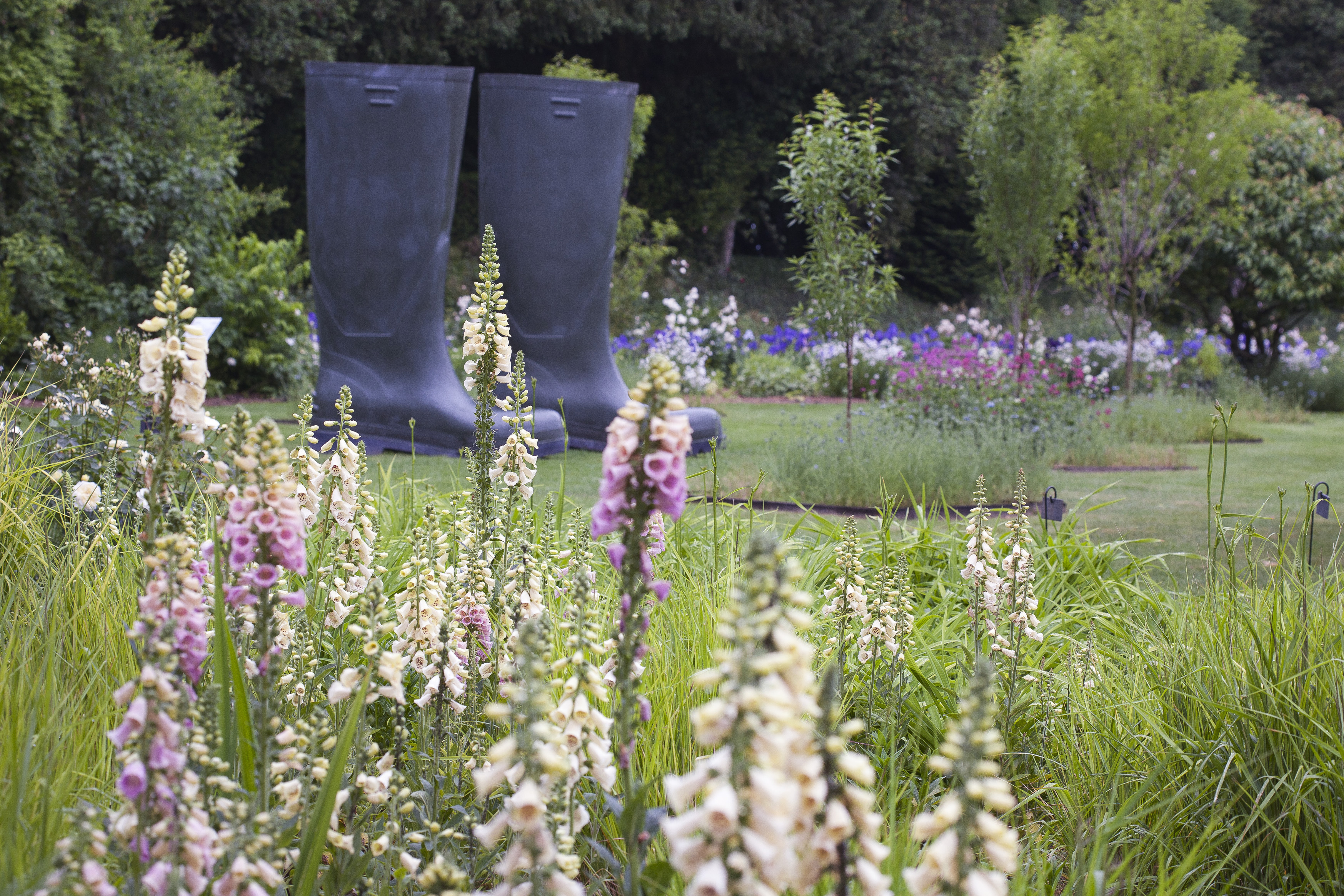
Invendus Bottes de Lilian Bourgeat
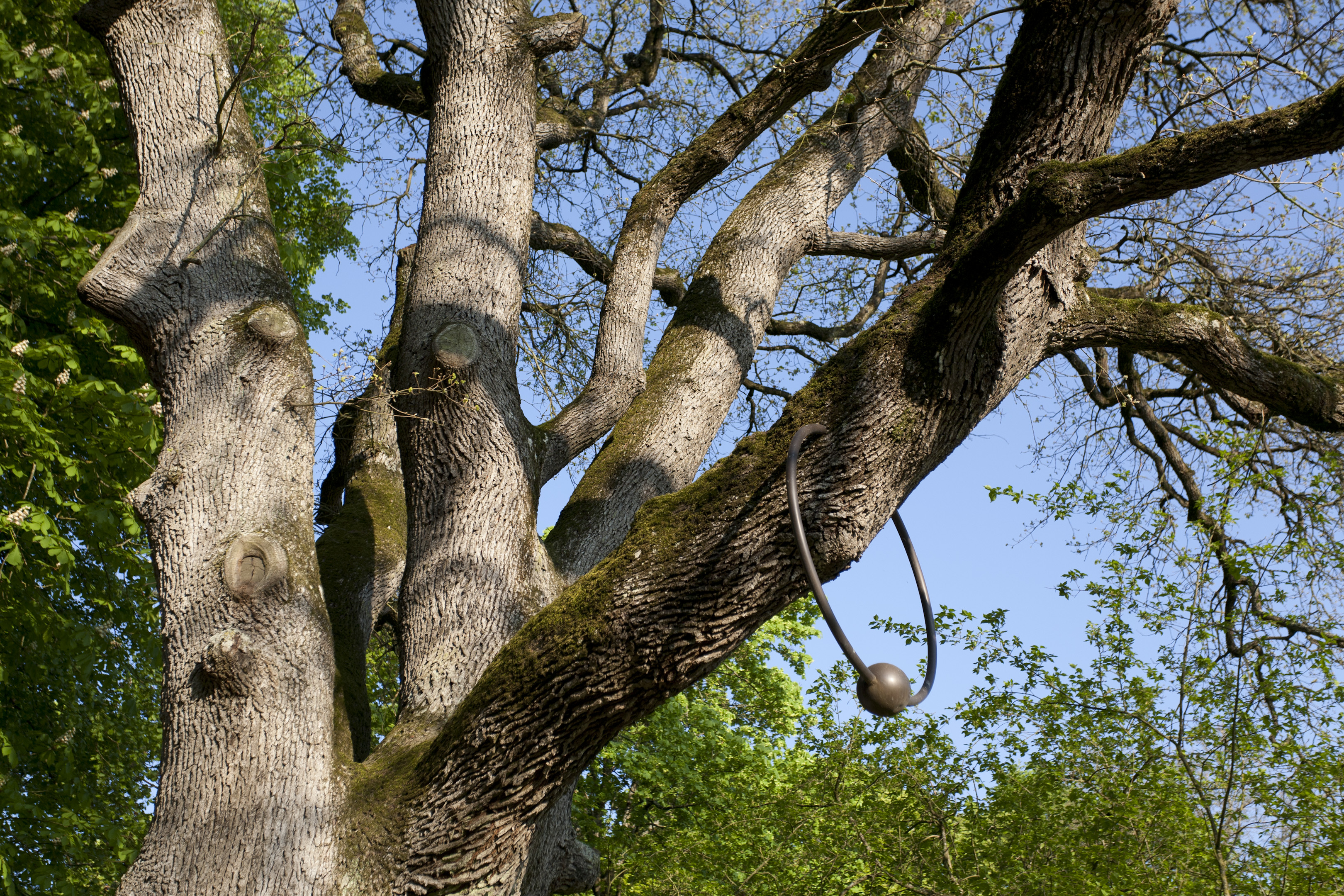
Piercing de Philippe Ramette

## Événements et expositions
Depuis son ouverture au public en 2000, plusieurs expositions ont pris place dans les différentes salles du château du Rivau.
- 2009 : Camille Claudel
- 2013 : Si l'Art de la parure m'était conté.

Tous les ans, des fêtes sont organisées:
- Les Rendez-vous aux jardins
- La Fête de la Citrouille
- Les Joutes équestres
- Les Nocturnes
- Vente de vin caritative

## Photographies

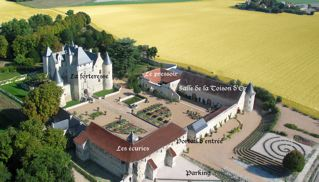
Vue du château en été
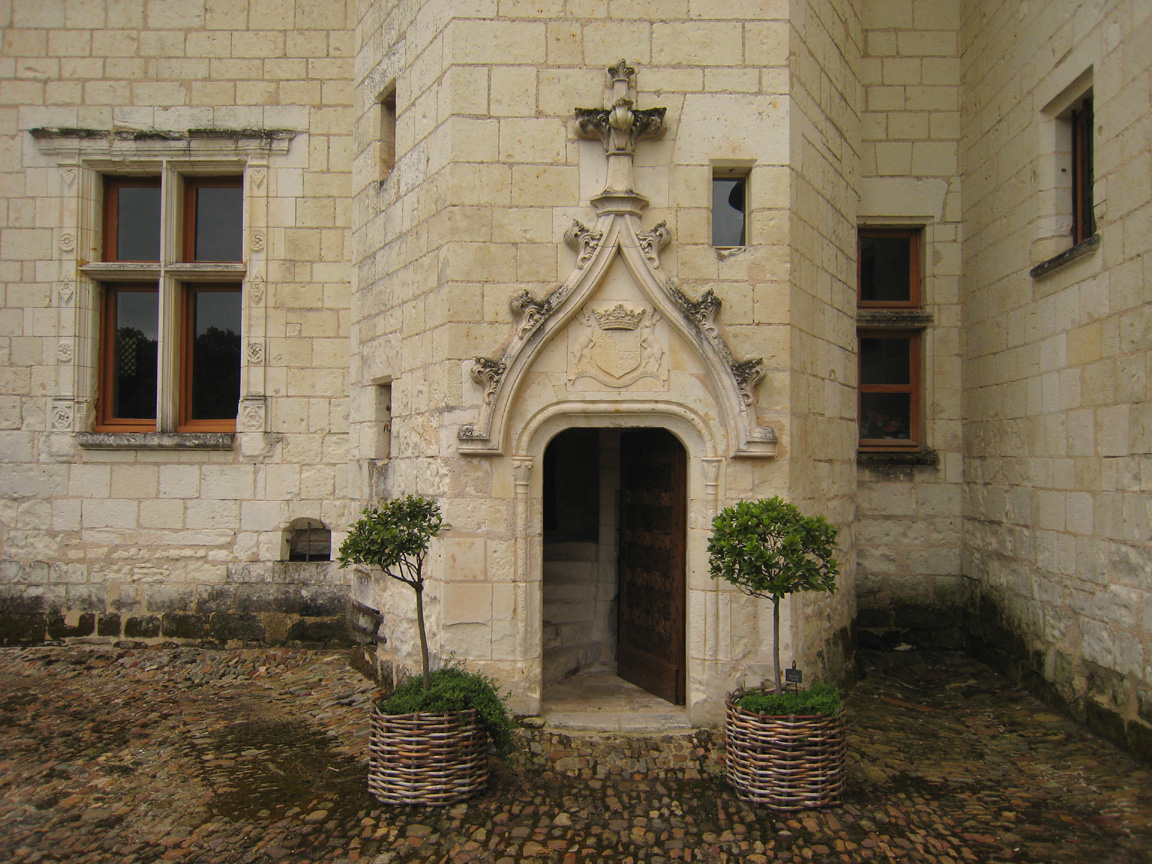
Entrée du château du Rivau
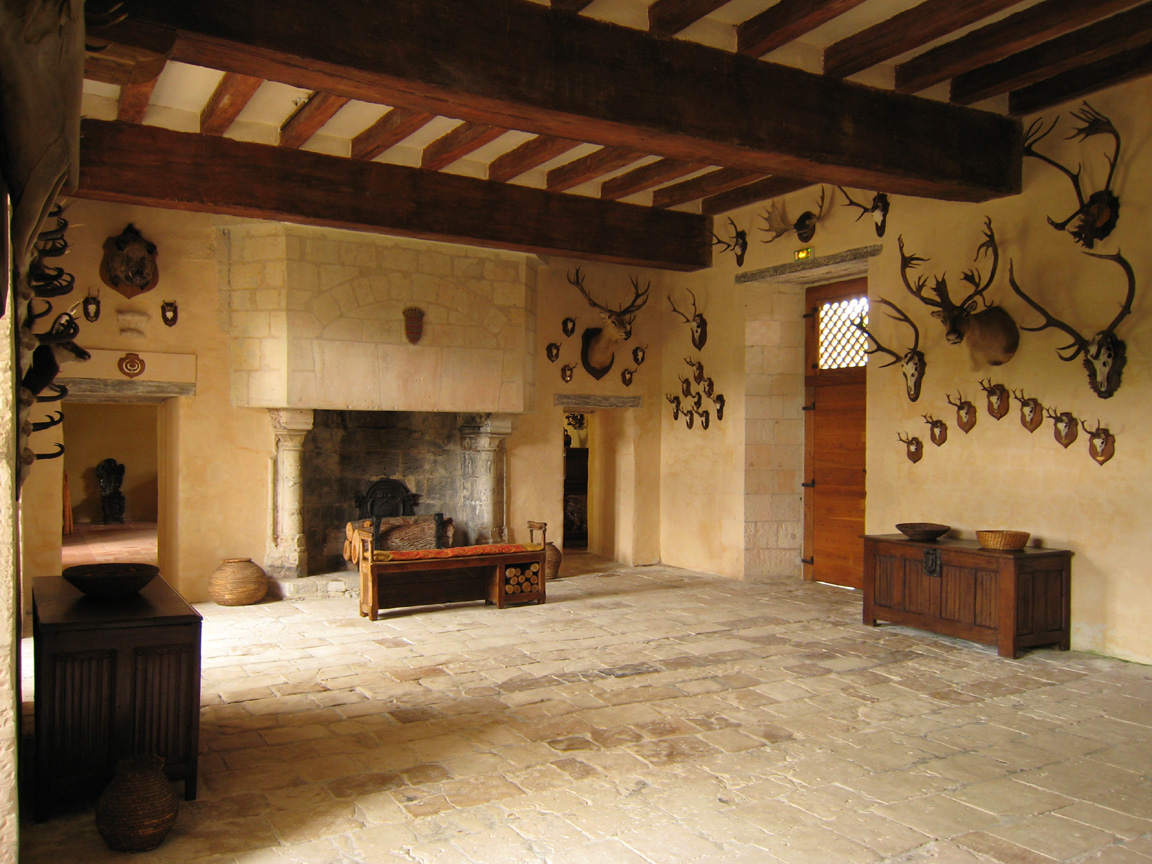
Grande salle du château du Rivau
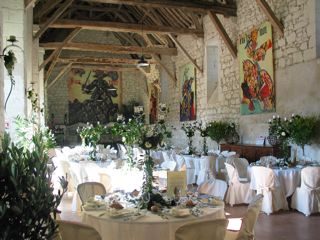
Salle de la toison d'or, château du Rivau
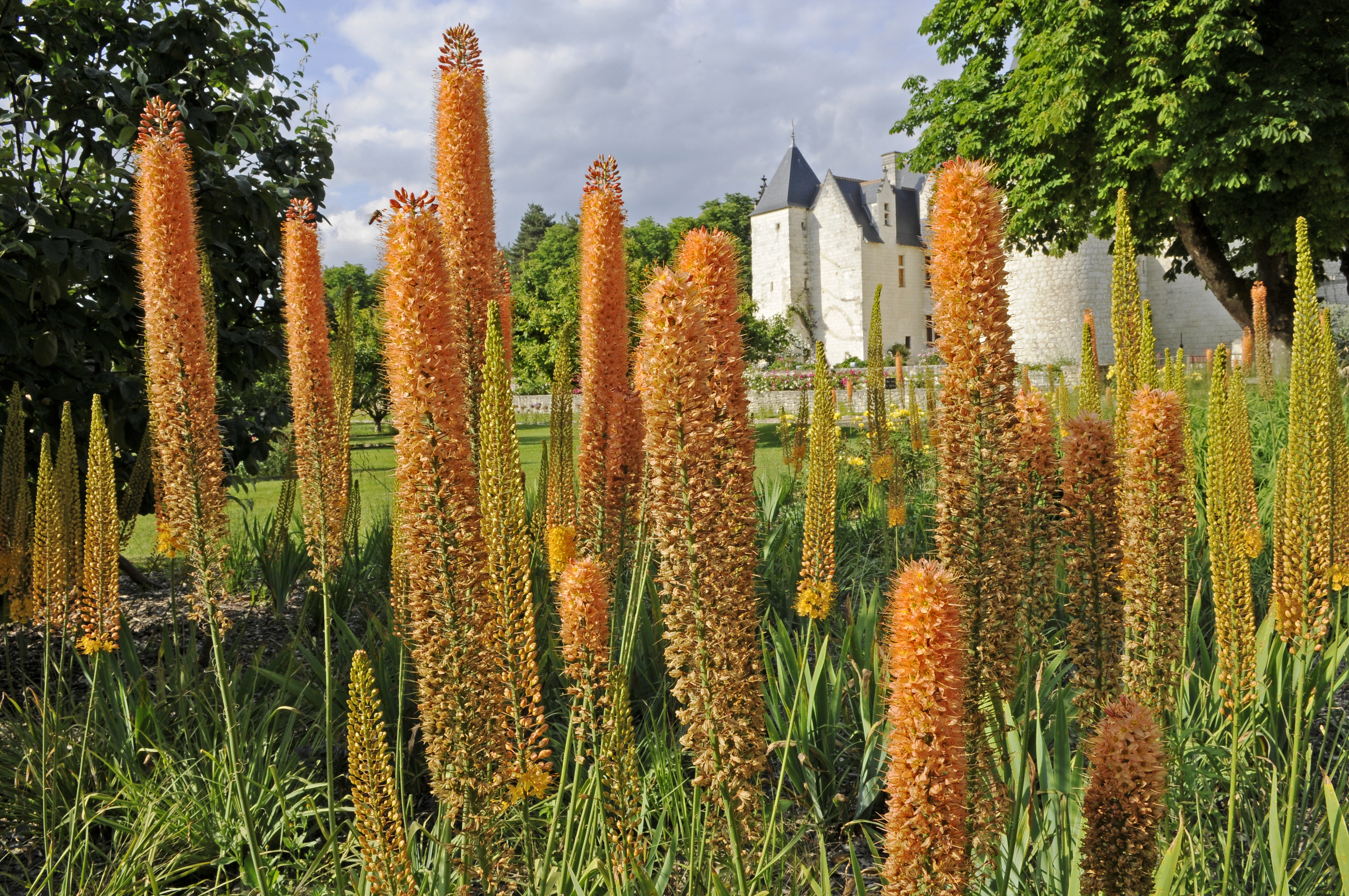
Jardins du Rivau